# Jonas Lundqvist
Jonas Peter Lundqvist, född 29 april 1980 i stadsdelen Härlanda i Göteborg, är en svensk musiker. 
Han var med och bildade indiepopbandet Bad Cash Quartet. Lundqvist var trumslagare i bandet som släppte tre album innan de lade ner 2004.
Lundqvist har även gett ut skivor under artistnamnet Jonas Game. Han släppte 2007 debutsingeln New City Love på skivbolaget Sincerely Yours. På hösten samma år släpptes debutalbumet ADHD. Lundqvist släppte under 2012 albumet Så e de me de, dock inte under artistnamnet Jonas Game utan under sitt riktiga namn. Sedan solodebuten har han släppt ytterligare fem album.
Vid sidan av musiken arbetar Lundqvist som tennistränare.

## Diskografi

### Album
- 2007 – ADHD (som Jonas Game)
- 2012 – Så e de me de
- 2016 – Vissa nätter
- 2018 – Affärer
- 2020 – Dubbla fantasier
- 2022 – Den okända floden
- 2024 – Sorgetornets spejare

### Singlar
- 2007 New City Love (som Jonas Game)
- 2007 ADHD (som Jonas Game)
- 2008 Fish and Shark (som Jonas Game)
- 2011 Du, drömmar & jag
- 2012 Sanktas
- 2012 Alla för sig
- 2014 Lyft och försvinn
- 2015 Vissa nätter
- 2015 Den som ser havet
- 2016 Pengar på fickan
- 2016 Mamma
- 2016 c'mon
- 2018 Leva farligt
- 2018 Helt perfekt
- 2018 Tårarna
- 2020 Dubbla fantasier
- 2020 Vinnarliv
- 2020 Det du vill ha / Så vackert gjort